# Forlaget Umpff
Forlaget Umpff er et dansk forlag, der især udgiver tegneserier. Det blev stiftet i 2022 af Morten Langkilde, Jon Anderson og Anders Jørgensen.
En af forlagets første udgivelser var World War X – den samlede udgave, der er skrevet af Jerry Frissen og tegnet af danskeren Peter Snejbjerg.
Hovedparten af forlagets tegneserier kommer fra Frankrig og Belgien. Forlaget har derfor modtaget støtte til oversættelse fra Institut Francais. Forlaget har desuden modtaget støtte til sine udgivelser fra Statens Kunstfond.

## Forlagets udgivelser
- World War X - Den samlede udgave 978-87-94265-00-3
- Bartleby, skriveren - En historie fra Wall Street 978-87-94265-01-0
- Carlota 1. Prinsessen og ærkehertugen, 2. Imperiet 978-87-94265-02-7
- Queenie - Harlems gudmoder 978-87-94265-03-4
- Tananarive ISBN 978-87-94265-04-1
- Louisiana - farvet af blod - Den samlede udgave 978-87-94265-05-8
- Lydie 978-87-94265-06-5
- På bunden af koppen 978-87-94265-07-2
- Et juleeventyr 978-87-94265-08-9
- Salems døtre 978-87-94265-10-2